# Artamus insignis
Andorinha-do-bosque-das-bismarck ou andorinha-do-mato-das-bismarck (Artamus insignis) é uma espécie de ave da família Artamidae.
É endémica da Papua-Nova Guiné.
Os seus habitats naturais são: florestas subtropicais ou tropicais húmidas de baixa altitude.